# Standard (album)
Standard è il quinto album in studio del gruppo pop rock giapponese Scandal, pubblicato nel 2013.

## Tracce
1. Brand new wave – 3:35
2. Over Drive – 5:04
3. Uchiagehanabi (打ち上げ花火) – 4:47
4. Orange Juice (オレンジジュース) – 4:48
5. Metronome (メトロノーム) – 4:02
6. Weather report – 3:41
7. Hachigatsu (8月) – 4:15
8. Awanai Tsumori no, Genki de ne (会わないつもりの、元気でね) – 4:25
9. Kagen no Tsuki (下弦の月) – 3:38
10. Koi no Gestalt Houkai (恋のゲシュタルト崩壊) – 4:02
11. Kimi to Mirai to Kanzen Douki (キミと未来と完全同期) – 4:37
12. Namida yo Hikare (涙よ光れ) – 3:30
13. Standard – 3:18